# Маньо Стоянов
Маньо Стоянов Манев е български историк и книговед, изследовател на Българското възраждане.

## Биография
Роден е на 31 май 1903 г. Завършва Пловдивската духовна семинария (1925), богословие (с докторат) в Берн (1930) и философия (с докторат) във Фрибурския университет (1931). Работи като учител в Пловдивската семинария (1932-1937) и след 1945 г. – като уредник в Народната библиотека „Иван Вазов“ в Пловдив (1945-1948) и Народната библиотека „Кирил и Методий“ в София (1948-1973). В последната завежда Отдела за ръкописни и старопечатни книги. Научната му работа е съсредоточена върху българската книжнина от XVII-XIX век, българо-гръцките културни връзки, историята на Българското възраждане и на град Пловдив. Умира на 5 ноември 1986 г.

## Съчинения
- Българска възрожденска книжнина: аналитичен репертоар на българските книги и периодични издания (1806-1878).   1957-1959., Том 1, Том 2
- Начало на протестантката пропаганда в България. – Известия на Института за история, 14-15.   1964.
- Пътят към свободата: Исторически разкази за Пловдив през Възраждането.   1968.
- Когато Пловдив беше столица: Очерци за Източна Румелия.   1973.
- Украса на славянските ръкописи в България.   1973.
- Стари гръцки книги в България
- Букви и книги: Студии по история на българската писменост.   1978.
- Тодор Пирдопски. Книжовник-илюстратор.   1984.